# Église de l'Assomption (Vilnius)
Pour les articles homonymes, voir Église de l'Assomption.
L'église de l'Assomption de la Bienheureuse Vierge Marie, connue aussi comme église des Franciscains est une église franciscaine située à Vilnius dans la vieille ville, rue Trakų. Les messes sont en lituanien et en polonais.

## Histoire

### Avant 1764
Les Franciscains sont depuis longtemps à Vilnius. Déjà dans une lettre du 26 mai 1323, le grand duc Gediminas s'adresse à des Franciscains venus de Saxe, et évoque la construction d'une église franciscaine dans notre ville royale de Wilno, sans qu'en soit précisé le lieu exact.
C'est sous le règne de son fils Olgierd qu'arrivent quatorze Franciscains à l'invitation du voïévode Pierre Gasztolt (prononcer Gochtowt) qui leur fait don d'une parcelle de terrain pour édifier leur couvent. Ce couvent voué à la Vierge Marie abritera plus tard le palais épiscopal. Des habitants de la ville, restés païens, profitèrent de l'absence du grand duc Olgierd et du voïévode qui étaient en route pour Moscou pour brûler le couvent et tuer les religieux. On fit venir d'autres Franciscains un peu plus tard et l'emplacement actuel leur fut attribué.
L'église Saint-Nicolas construite entre 1387 et 1392, avant que la Lituanie ne se convertisse officiellement au catholicisme, et le couvent franciscain sont évoqués dans un document adressé à Ladislas II Jagellon.
Le couvent brûle pendant une invasion des chevaliers teutoniques en 1390 et est reconstruit ensuite. L'église de bois construite en 1387 est reconstruite en pierre en 1410. L'église de l'Assomption est construite en 1421 et détruite totalement par un incendie en 1533. Reconstruite aussitôt, elle souffre au siècle suivant des incursions cosaques de 1655. L'église est rebâtie en 1671 et réaménagée en 1675 en style baroque avec des stucs, trois chapelles et quatorze autels latéraux.
Le couvent et l'église sont saccagés par les Suédois en 1702. L'incendie désastreux, qui touche la ville en 1748, oblige les Franciscains à reconstruire leur couvent. Seul le clocher était resté intact. La deuxième partie du XVIIIe siècle est une époque de reconstruction tant matérielle que spirituelle pour la ville. Le nouveau couvent et son église actuelle en style baroque sont bénits en 1764.

### Après 1764
L’armée de Napoléon se sert de l’église comme grenier à fourrage et du couvent comme infirmerie de campagne pour ses blessés, pendant son avancée vers Moscou en 1812. La bibliothèque et sa collection de livres anciens est en partie volée. Les Franciscains sont chassés de la plus grande partie de leur couvent après les révoltes polonaises de 1831 et celui-ci est transformé pour moitié en prison et pour moitié en hôpital militaire, et ils gardent l’usage de l’église. Finalement en 1837, le couvent abrite les archives du gouvernement de Wilna. Des manifestations anti-russes ont lieu en 1862, après l’annexion du Royaume du Congrès à l’Empire russe. La foule chante des hymnes patriotiques polonais. Le pouvoir russe ferme l’église et le couvent et les Franciscains sont chassés en 1864.
Les bâtiments abritent alors les archives provinciales (bâtiments restaurés entre 1872 et 1876), à nouveau une prison (on rajoute une aile), un mont-de-piété, un dépôt d’armes, une bibliothèque de lectures et un foyer voué à sainte Zita.
Une société savante de langue lituanienne s’installe dans une partie des bâtiments entre 1907 et 1918, ainsi qu’une école de deux classes de langue lituanienne (de 1908 à 1924) et une bourse du travail.
Les Franciscains conventuels font l’acquisition de l’église et de l’ancien couvent en 1919 qui retourne ainsi au culte. La période polonaise de Wilno est une époque d’épanouissement pour cette église conventuelle.
Après la guerre, les Polonais sont chassés de la région et l’église est fermée et sécularisée fin 1948. Les bâtiments des Franciscains sont transformés en entrepôt, foyers d’habitation, appartements, etc. Les autorités lituaniennes soviétiques font restaurer les lieux en 1986 pour y installer un palais des sciences et des techniques. La petite chapelle attenante à l’église est restaurée en 1969 et devient un magasin de souvenirs.
L'église et son couvent sont rendus aux Franciscains conventuels, le 15 mai 1998, et sont depuis en cours de restauration.

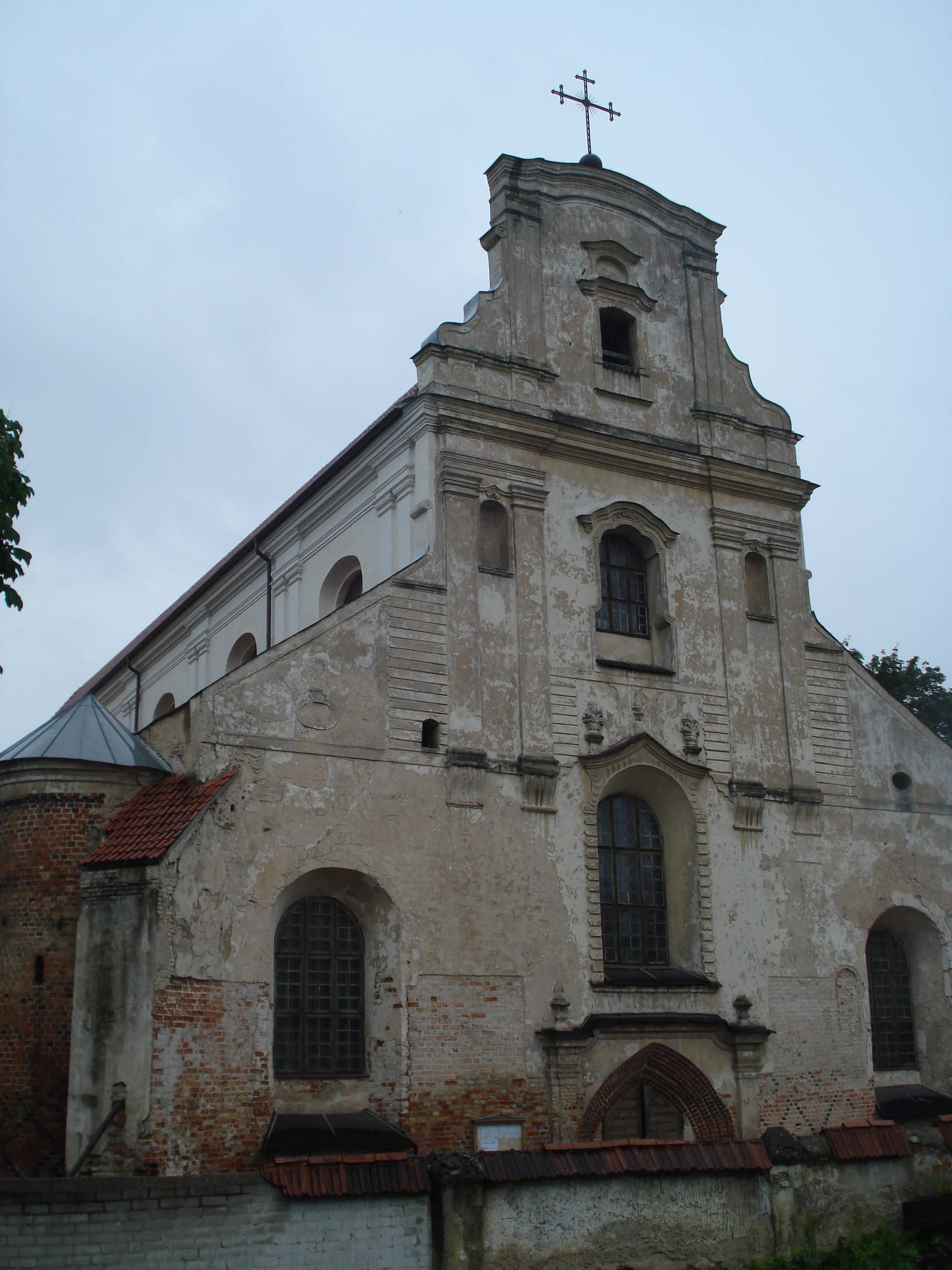
Façade en 2006 avant restauration
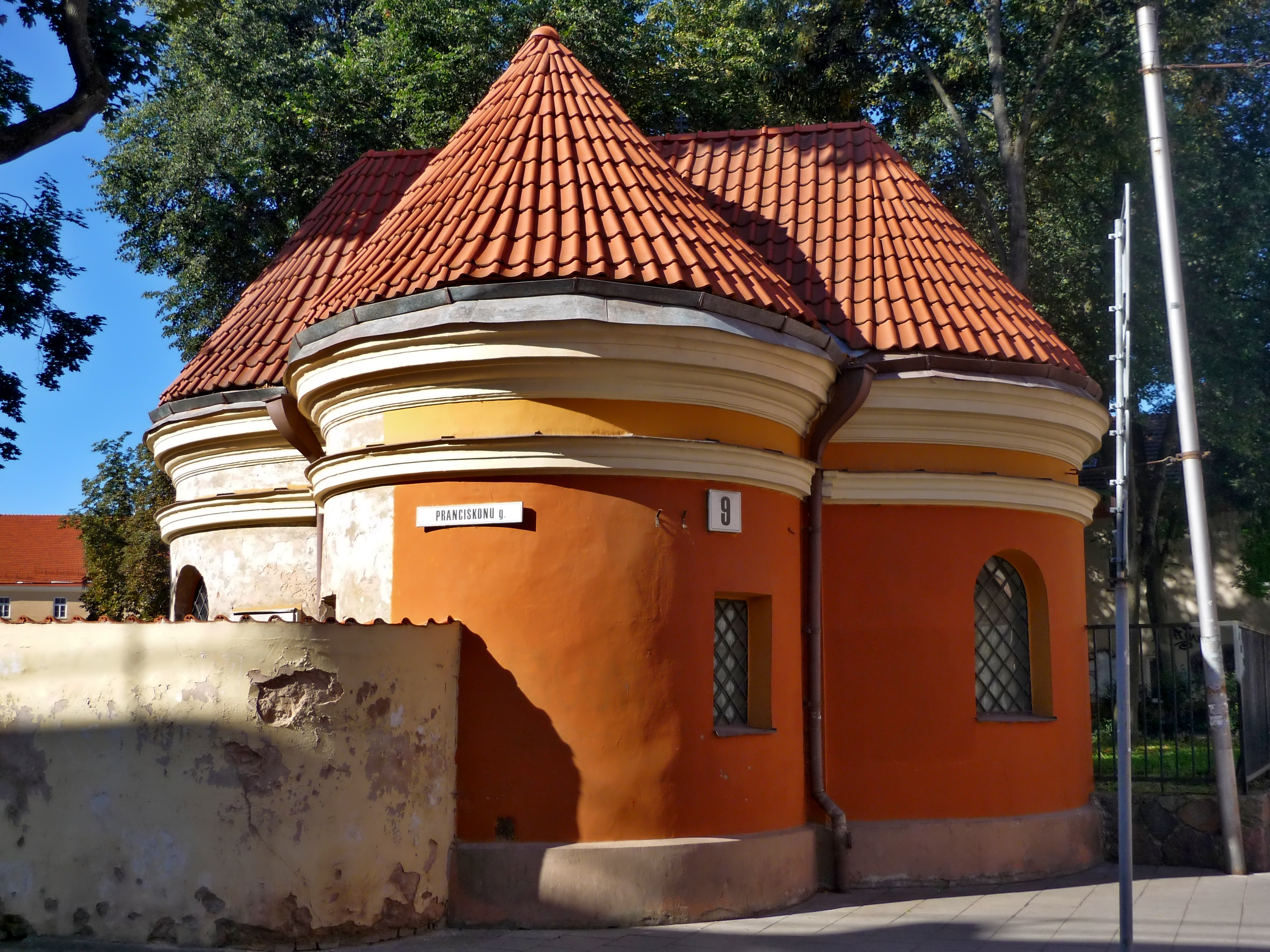
La petite chapelle baroque
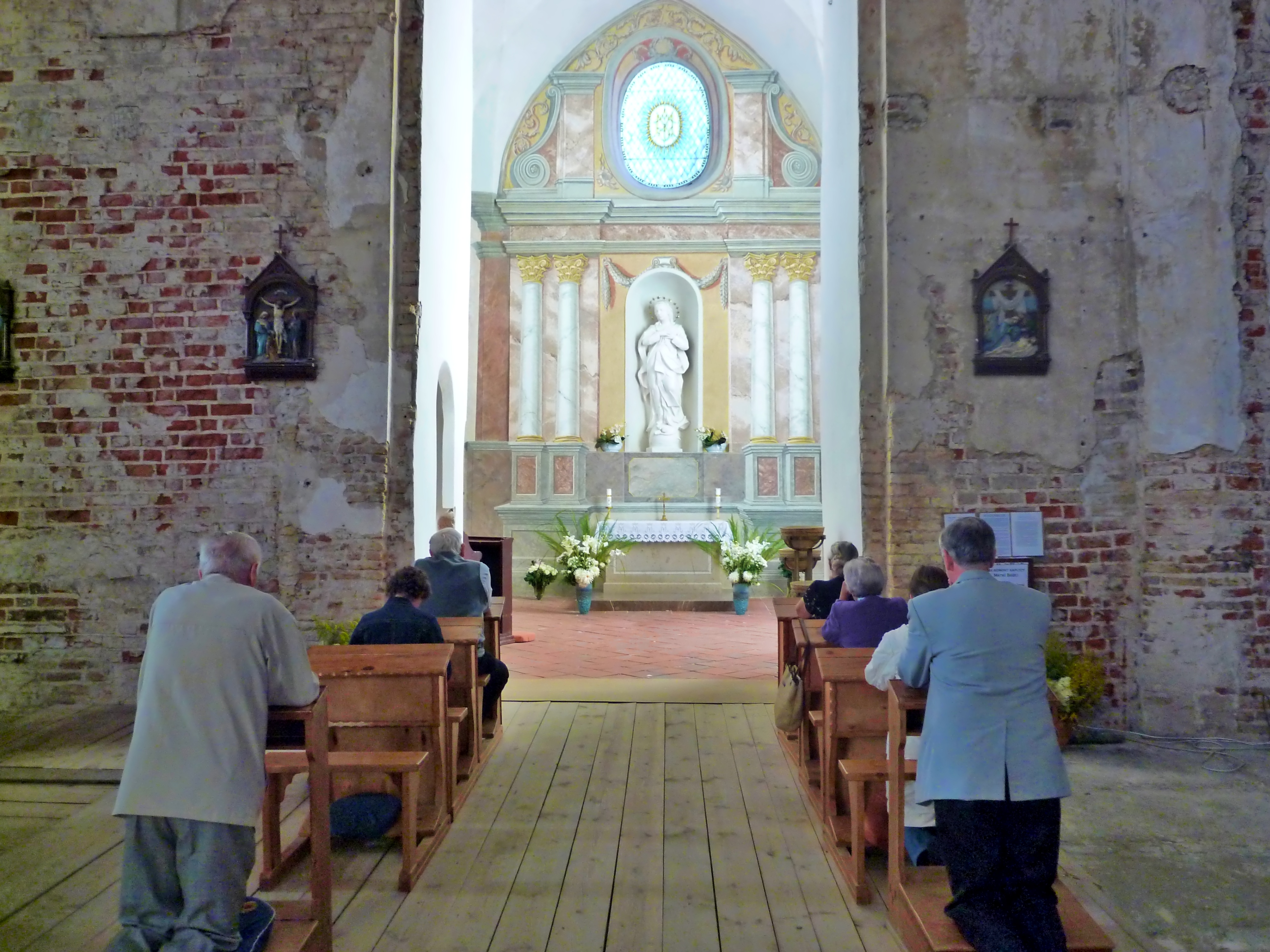
Intérieur de l’église
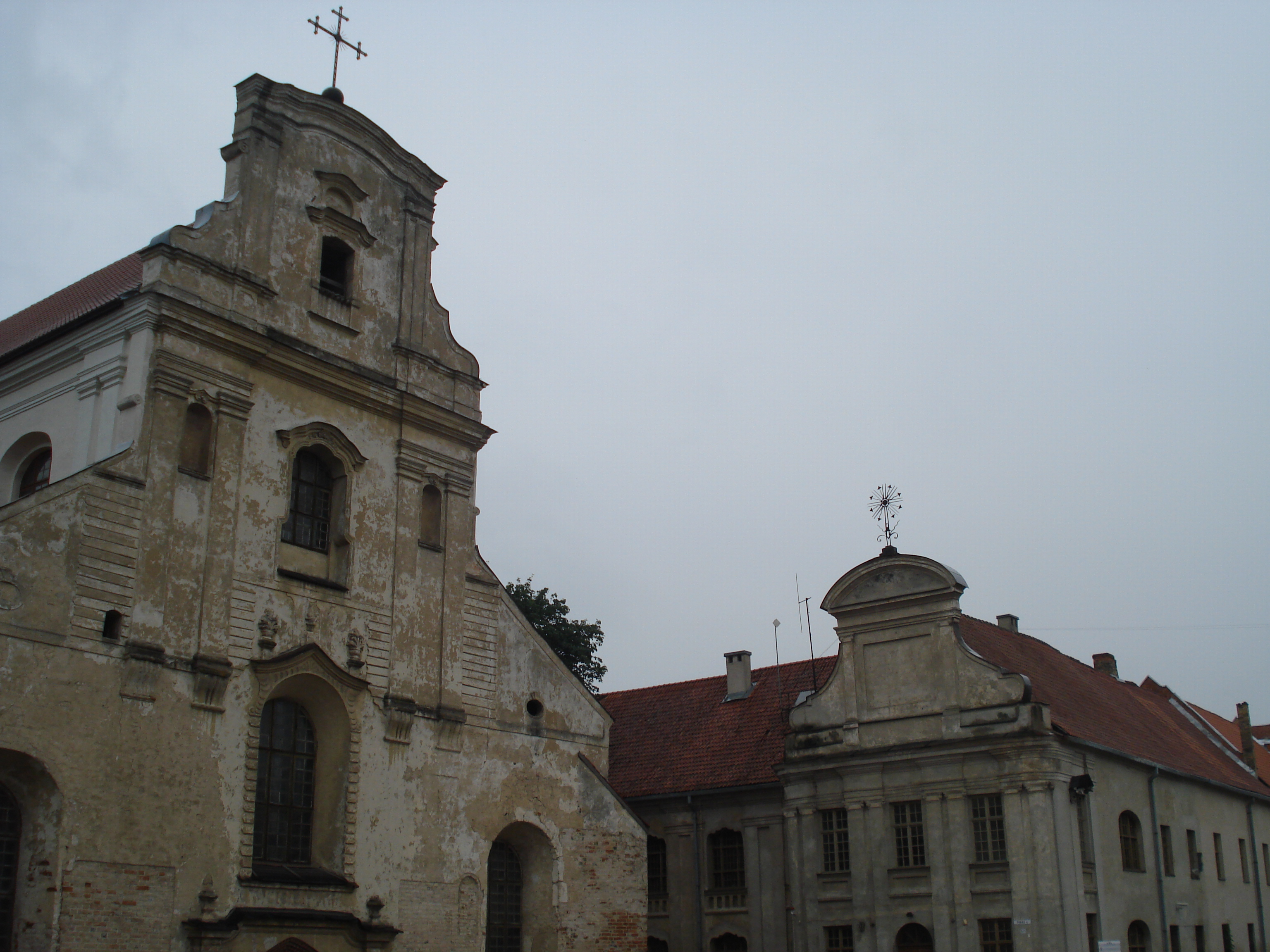
L'église et le couvent avant restauration